# Walter Lehning Verlag
Der Walter Lehning Verlag war ein 1946 gegründeter deutscher Verlag, der die Veröffentlichung von Zeitschriften, Romanen und Comics zum Schwerpunkt hatte. Insbesondere im Bereich der Comics erzielte er in den 1950er- und 1960er-Jahren einen bedeutenden Marktanteil. Im Jahr 1968 wurde der Verlag konkursbedingt aufgelöst.

## Geschichte und Entwicklung
Der Verlag wurde 1946 von Walter Lehning in Hannoversch Münden neu gegründet, nachdem das Vorgängerunternehmen im Jahr 1937 durch die Nationalsozialisten geschlossen wurde. Zu Beginn bestand das Programm aus Kriminal- und Heftromanen wie den Trivialreihen Gloria, Stella und Luna, die jeweils mehrere hundert Nummern erreichten. Ab 1948 erschien zusätzlich Skorpion – literarisches Magazin mit einem abgeschlossenen Roman. Später kamen unter anderem auch noch das Männermagazin Joy und das Sexheft Party hinzu. Im Jahr 1952 zog das Unternehmen nach Hannover, zunächst in die Bahnhofstraße, um, wo Walter Lehning in der Haus-Nr. 5 bereits seit Anfang 1950 ein Büro unterhielt. Der Firmensitz wurde aber bereits Ende 1952/Anfang 1953 in das neu erstellte große Lehning-Verlagshaus in der Ferdinandstraße 19 (Ecke Bernstraße) verlegt. Die hannoversche Verlagsanschrift änderte sich in den 1960er Jahren zudem in Uhlemeyerstraße 2, da die Ferdinandstraße aufgeteilt wurde und das Lehninghaus sich anschließend im umbenannten Straßenteil wiederfand. Mit der Veröffentlichung von Comics begann man im Jahr 1953. Während seines Bestehens geriet der Walter Lehning Verlag mehrmals in finanzielle Schieflagen; unter anderem wegen eines gescheiterten Projekts zur Etablierung einer Illustrierten. Im April 1968 wurde der Verlag nach Konkurs aufgelöst. Unter der Regie von Walter Lehnings Sohn Bernd wurden im Jahr 1971 nochmals einige Nachdrucke veröffentlicht, der Geschäftsbetrieb endete aber bereits im September 1972.

## Comics
Nach einer Italienreise Lehnings wurden im Jahr 1953 mit Akim von Augusto Pedrazza, El Bravo von Franco Bignotti und Carnera die ersten Comics herausgebracht. Die mit Lizenz des italienischen Verlagshauses Edizioni Tomasina mittels Rotationsdruck im Piccolo-Format hergestellten Hefte waren für 20 Pfennig erhältlich. Zwei Monate später kam mit Pedrazzas Fulgor eine weitere Heftreihe hinzu. Mit der von Hansrudi Wäscher gezeichneten Serie Sigurd kam im selben Jahr auch die erste Eigenproduktion auf den Markt. Wäscher entwickelte sich zum produktivsten Zeichner des Verlags; sein Beitrag zum Gesamtausstoß des Verlags waren insgesamt 1173 Piccolo- und Kolibri-Hefte und über 500 Großbände. Er zeichnete auch die langlebigen Serien Akim, Neue Abenteuer, Falk, Nick und Tibor. Weitere langlebige Reihen anderer waren unter anderem Abenteuer der Weltgeschichte und Bob Heinz’ Jan Maat.
Als Fehlschlag erwies sich die Politik, Anfang der 1960er-Jahre auf Trickfilmfiguren aus den Hanna-Barbera-Studios zu setzen. Zwar erschienen unter dem Titel Daffy insgesamt 56 Hefte, eine zweite Reihe mit dem Titel Doggy wurde jedoch bereits nach zwei Heften wieder eingestellt. Ebenso wurde die Heftreihe Blondie und Dankwart – Das Schmunzelmagazin, das neben Chic Youngs Titelfigur auch andere Serien wie Otto Soglows The Little King enthielt, bereits nach 16 Ausgaben wieder eingestellt. Nachdem die Karl-May-Rechte zum Jahresende 1962 frei wurden, wurde beim Walter Lehning Verlag Comicadaptionen der verschiedenen Geschichten verfasst; Zeichner waren Helmut Nickel und Harry Ehrt. Mit der Einstellung des Geschäftsbetriebs im April 1968 wurden auch die noch laufenden Serien eingestellt.

## Indizierungsverfahren
Mit der Einrichtung der Bundesprüfstelle für jugendgefährdende Schriften im Jahr 1954 waren auch Publikationen des Walter Lehning Verlags von Indizierungsverfahren betroffen. Auf der ersten Sitzung der neu eingerichteten Institution wurde per einstweiliger Verfügung das Heft Nummer 3 der Reihe Jezab, der Seefahrer indiziert. Die Indizierung wurde am 14. Juli 1954 im Bundesanzeiger Nr. 132 verkündet. Sie hatte jedoch keine unmittelbaren Auswirkungen, da das entsprechende Heft schon abverkauft war. Insgesamt war der Walter Lehning Verlag am stärksten betroffen; von den ersten 36 Heften, die in den Anfangsjahren der Bundesprüfstelle indiziert wurden, stammten 26 aus diesem Verlag. Einzig der Alfons-Semrau-Verlag war ebenfalls von mehreren Indizierungen betroffen; die übrigen Klein- und Großverlage, die ebenfalls Comics publizierten, blieben weitgehend von Indizierungen verschont. Von den in dieser Zeit ausgesprochenen sechs Dauerindizierungen betrafen fünf davon Comics aus dem Walter Lehning Verlag. Am stärksten davon betroffen war die Reihe El Bravo, die mit einem zwölfmonatigen Publikationsverbot belegt wurde. Sechs Monate Publikationsverbot gab es für die Reihen Blauer Pfeil und Franca, jeweils drei Monate erhielten Sheriff Teddy und Akim. Während für die meisten Heftreihen eine Dauerindizierung das faktische Ende bedeutete, versuchte Lehning die Indizierung für Akim zu umgehen, indem die Reihe in Herr des Dschungels umbenannt wurde.

## Nachdrucke
Bereits während des Bestehens des Walter Lehning Verlags wurden früher publizierte Reihen nachgedruckt, so zum Beispiel als Piccolo-Sonderband. Ab den 1970er Jahren erschienen zahlreiche Nachdrucke von ursprünglichen Lehning-Titeln bei anderen Verlagen. So brachte der Comic Buch Club (CBC) in den Jahren 1977 und 1978 eine aus 325 Teilen bestehende Sigurd-Piccolo-Serie heraus, wovon allerdings das letzte Heft mit der Nr. 325 eine Erstveröffentlichung war. Der Norbert Hethke Verlag brachte die Wäscher-Serien Sigurd, Tibor, Nick und Falk als vollständige Nachdrucke in Buchform heraus. Der Comiczeit Verlag veröffentlichte unter dem Titel Illustrierte Deutsche Comicgeschichte elf Bände zum Walter Lehning Verlag.